# Juliette et l'air du temps
Pour plus de détails, voir Fiche technique et Distribution.
Juliette et l'air du temps est un film français réalisé par René Gilson, sorti en 1977.

## Synopsis
Juliette s'est installée dans un vieux logement de la banlieue parisienne après avoir quitté la campagne où elle vivait depuis son enfance. Elle vit au jour le jour, sans travail fixe et sans projet, avec son petit ami Marc.

## Fiche technique
- Titre : Juliette et l'air du temps
- Réalisateur : René Gilson
- Scénario et dialogues : René Gilson
- Photographie : Walter Bal
- Son : Roger Letellier
- Musique :  Bernard Gilson
- Montage : Chantal Ellia-Gilson
- Production : G.M.F. Productions
- Pays d'origine :  France
- Durée :  92 minutes
- Date de sortie : 
  - France : 2 mars 1977

## Distribution
- Agnès Château
- Jacques Zanetti
- Josée Yanne
- Mathieu Volta
- Fabienne Arel
- Isa Lamour
- Gérard Zimmerman
- Janine Molinier
- Evane Hanska

## Sélection
- 1976 : Festival de Locarno[1]